# Onocolus eloaeus
Onocolus eloaeus là một loài nhện trong họ Thomisidae.
Loài này thuộc chi Onocolus. Onocolus eloaeus được miêu tả năm 1980 bởi Lise.